# Roderick Tuck
Roderick Farndon Tuck (* 28. Mai 1934 in Portsmouth; † 10. Mai 2006 in West Sussex) war ein britischer Biathlet und Skilangläufer.
Roderick Tuck startete bei den Olympischen Winterspielen 1964 sowohl im Biathlon als auch im Skilanglauf. Im Skilanglauf erreichte er über 30 Kilometer den 55. Platz sowie mit John Dent, John Moore und David Rees im Staffelwettkampf Platz 14. Im Biathlon-Einzel wurde Tuck 43. 1965 startete er bei der Biathlon-Weltmeisterschaft in Elverum, wo er 43. des Einzels wurde.